# Paleta dos dois cachorros
Paleta dos dois cachorros é uma paleta cosmética em siltito do Antigo Egito, esculpida em baixo relevo, datada de Nacada III (3200–3000 a.C.). É oriunda de Hieracômpolis, no Alto Egito. Nela há uma cena com felinos com pescoços serpenteantes que circundam a área central de moagem. A cabeça de um dos dois cachorros que enquadravam o topo da paleta se perdeu e dois furos na base do pescoço talvez indicam que foi já havia sido consertada na Antiguidade. No reverso, há um par de leões, uma serpente, um leopardo, uma hiena e um grifo com asas semelhantes a pentes. Ao fundo da cena, há uma criatura semelhante a um cão de causa longa usando um cinto e tocando uma flauta. A paleta está abrigada no Museu Ashmolean de Oxônia.